# Der Kochelsee
Der Kochelsee ist der Bildtitel eines Gemäldes von Carl Rottmann. Das Gemälde gehört zum Bestand der Sammlung Schack in München.

## Geschichte
Das Gemälde entstand 1825 in einer Phase vor Rottmanns erster Italienreise, in der der Maler vor allem Motive aus den Bayerischen Alpen malte, die er auf Wanderungen erkundete. Im selben Jahr wurde es im Münchner Kunstverein ausgestellt.
1866 erwarb der Kunstsammler Adolf Friedrich von Schack das Gemälde für seine Sammlung. 1939 kam es mit der gesamten Sammlung in den Besitz der Bayerischen Staatsgemäldesammlungen.
2016 war das Gemälde Bestandteil der Ausstellung Neue Räume: Von Gibraltar bis Helgoland in der Sammlung Schack.

## Beschreibung
Das Gemälde hat eine Höhe von 24 cm und eine Breite von 32,7 cm. Es ist mit Ölfarbe auf Leinwand gemalt.
Dargestellt ist eine Ansicht des Kochelsees von Nordwesten mit Bergen im Hintergrund. Den Vordergrund bildet eine mit Felsen durchsetzte Landschaft. Einzige Zeugnisse menschlicher Zivilisation sind ein auf einem Hügel am rechten Bildrand zwischen Bäumen stehendes Gehöft und die Ruine einer Burg auf einem Felsplateau am linken Seeufer.